# 巴西
巴西联邦共和国（葡萄牙語：República Federativa do Brasil），通稱巴西（Brasil），是南美洲國家，位於南美東部，東臨大西洋，人口2.15億，居世界第7。其國土大部分介于赤道和南回归线之间，面積851萬平方公里，占全南美洲約一半面積，是拉美最大、世界第五大，僅次於俄、加、中、美。除了智利及厄瓜多爾以外，巴西和南美所有其餘國家均接壤，其陆上鄰國有乌拉圭、阿根廷、巴拉圭、玻利维亚、秘鲁、哥伦比亚、委内瑞拉、圭亚那、苏里南、法属圭亚那。
巴西拥有世界面积最大的热带雨林，国名源于巴西红木。首都為巴西利亞，拥有圣保罗和里约热内卢等大城市。巴西铁矿储量大、质地优良，产量和出口量都居世界前列。巴西是热带经济作物的重要出口国，咖啡、甘蔗、柑橘的产量居世界第一位，得益于丰厚的自然资源和充足的劳动力，巴西的国内生产总值位居南美洲第一，世界第十二，西半球第三，南半球第一。由于历史上曾为葡萄牙的殖民地，巴西的官方语言为葡萄牙语，基督徒佔人口多數，為全球僅次於美國第二大基督教國家。巴西是十一个金砖国家之一。

## 國名來源

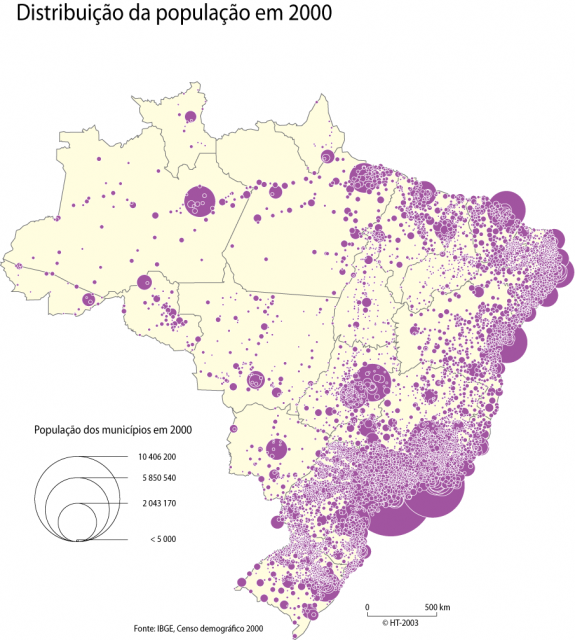
巴西2000年人口分布圖

巴西（葡萄牙語：Brasil；巴西葡萄牙语發音：[bɾaˈziw]；葡萄牙語發音：[bɾɐˈziɫ]）一词出自繁衍于巴西海岸的巴西红木，巴西红木在葡萄牙语中称为，其中意为像炭火一样红，由拉丁语（炭火）与后缀（来自或）构成。巴西红木所产生的深红色染料，引起了欧洲服装业的重视，并引起了巴西早期的商业性开发。16世纪期间，当地原住民采伐大量的巴西红木，由欧洲商人（多数来自葡萄牙，也有一部分来自法国）销往欧洲。
该地区原来在葡萄牙的官方名称为“聖十字架之地”（Terra de Santa Cruz），而贩卖红木的欧洲商人多称“紅木之地”（Terra do Brasil），这一名称最终取代了旧的官方名称。早期水手也称之为“鹦鹉之地”（Terra di Papaga）。
在巴拉圭官方语言之一的瓜拉尼语中，巴西被称为，此名称由当地人所取，意为“棕榈之地”。

## 历史
根據考古發掘，起碼在一萬年前的舊石器時代晚期，巴西已經有先民生息。 距今約八千多年前，巴西地域產生過獨特的陶器文化。距今六千年前巴西就有半游牧民族聚居，分佈於亚馬遜河一帶森林，他們主要是從事耕作活動，並且每隔一段時間遷徙。
1500年4月22日，葡萄牙航海家佩德罗·卡布拉尔到达巴西。随后的三百年裡，葡萄牙人逐渐在此定居，一开始从事巴西红木的采伐，后来逐渐扩展到淘金、甘蔗种植，逐步成为葡萄牙殖民地。之后葡萄牙一度被西班牙合併後，荷蘭人一度占巴西為己有，在英荷戰爭後又為葡萄牙奪取。1807年，拿破仑率领法军入侵葡萄牙，1808年葡萄牙本土被法軍所佔領，導致葡萄牙的布拉干薩王室女王玛丽亚一世一度遷都到南美的殖民地巴西直到1812年戰爭結束才返回。在此期间为了争取巴西人民的支持，宣布葡萄牙与巴西的平等地位，并改国号为葡萄牙－巴西－阿尔加维联合王国。1821年归国。这期间，巴西开始对英国开放贸易港口，並成为葡萄牙联合王国的一部分。巴西在这段时间里也有一个分封王。
隨著葡萄牙王國開始走下坡，且意图去掉巴西元首国王的称号，1822年9月7日，摄政王佩德罗一世宣布独立，建立了巴西帝国。1888年5月8日，议会通过无条件废除奴隶制的法令；13日，巴西摄政伊萨贝尔公主签署《黄金法》，巴西结束奴隶制。
1889年11月15日，佩德罗二世被共和派推翻，成立巴西合眾國。19世纪后期到20世纪前期，巴西接纳了超过500万来自欧洲和日本的移民，成為僅次於美國，人口最多的美洲移民國家。
1930年代，巴西开始工业化，同時處於热图利奥·瓦加斯長期的軍事獨裁統治下，直至1945年才結束。瓦加斯其後成立巴西工黨，於1951－1954年通過民選再度上台。瓦加斯1954年迫于政治压力自杀后，巴西政局動蕩不安。
1960年，巴西首都由位于海岸的里约热内卢迁往內陸的行政首都巴西利亚，以減輕里约热内卢作為政治和經濟首都的壓力。1964年，巴西發生军队政变，推翻巴西（旧）工党政府，建立了長達21年的反共右翼军人独裁统治。
1979年，若昂·菲格雷多接替埃内斯托·盖泽尔，成为巴西最后一任军人总统，1984年，若昂·菲格雷多在美国做心脏手术时，巴西人走上街头，要求民选产生下任总统。
1985年1月15日，前参议员坦克雷多·内维斯在民主間接选举中当选总统，但在他就职前突发急病，一个多月后病逝，副总统若泽·萨尔内继任总统。1989年舉行首次總統直選。
2002年10月27日，卢拉·达·席尔瓦成為巴西历史上通过民主选举取得政权的第一位左翼和勞工黨总统，2006年10月29日成功連任。
2010年10月31日，巴西总统选举第二轮投票，劳工党候选人迪爾瑪·羅塞夫当选巴西史上第一位女性总统，並且表示要继承卢拉政府的對内外政策。2014年10月26日以51%成功连任。
2016年5月12日，巴西參議院大比數通過對總統羅塞夫的彈劾議案，羅塞夫即時被停職半年，總統職務由副總統特梅爾代理，8月31日，參議院正式以61票贊成，20票反對，彈劾總統羅塞夫，羅塞夫被罷黜總統，但被豁免不用禁止參政八年的規定，結束13年的勞工黨和左翼統治。
2016年8月，2016年夏季奧林匹克運動會在里约热内卢舉行。
2018年巴西大選，右翼社會自由黨的雅伊爾·博爾索納羅擊敗左翼勞工黨的哈達，成為20年來巴西首位民選右翼總統。
2022月10日，前总统路易斯·伊纳西奥·卢拉·达席尔瓦在大选第二轮投票中击败博索纳罗，当选巴西新一任总统。对选举结果表示不满的博索纳罗支持者于次年1月8日冲击位于巴西利亚三权广场的最高法院、国会和普拉納托宮，向卢拉表达不满。

## 政府

### 政治

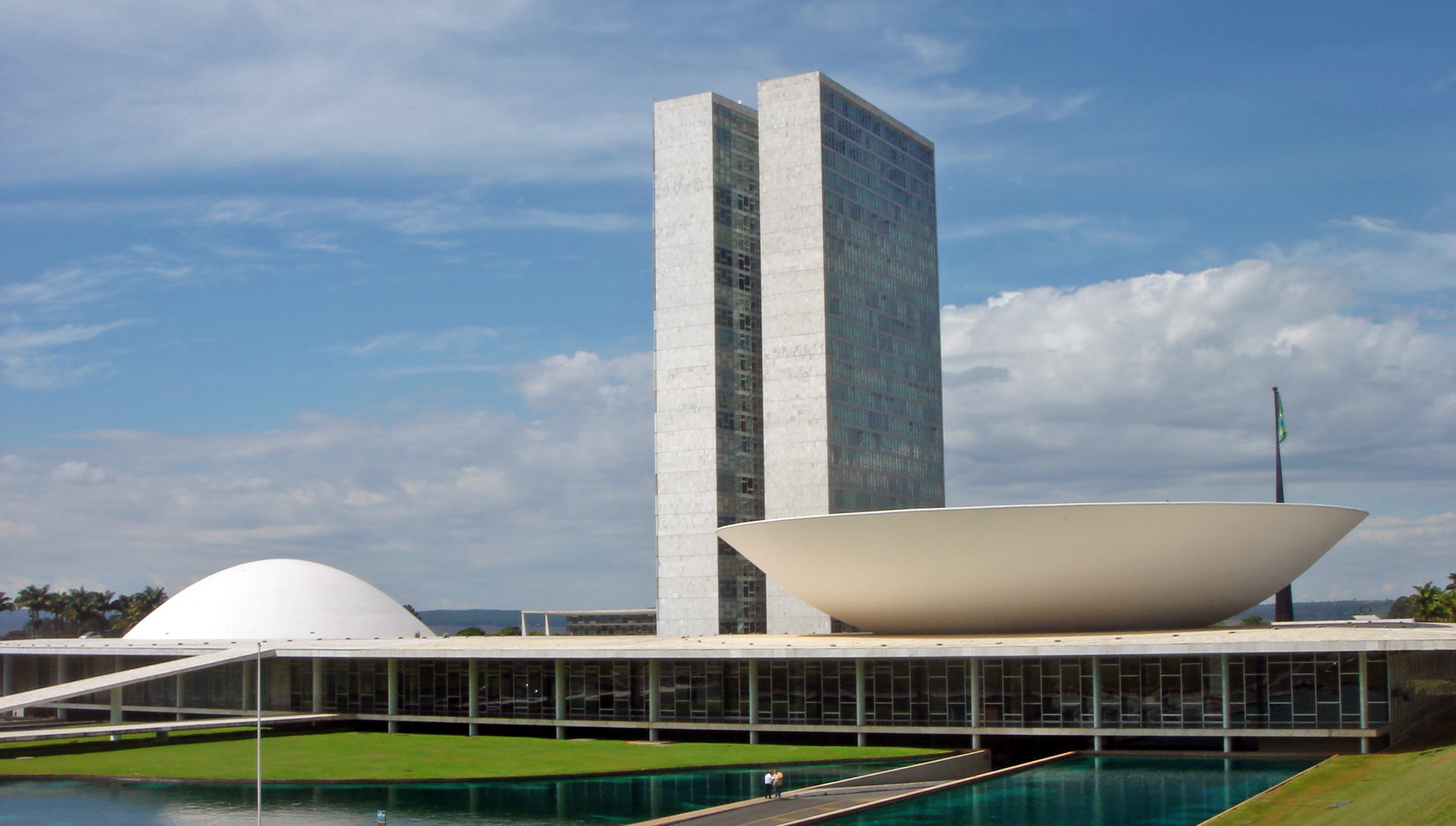
巴西国民议会

1988年制訂的巴西宪法规定联邦政府享有广泛的权力，总统和副总统通过选民兩輪投票产生，任期4年，可以連選連任一次，但無任期限制。总统有权任命内阁，同时是政府首脑和国家元首。
巴西的国家立法机构是巴西国民议会，实行两院制。拥有81个席位的参议院，由每个州及聯邦特區选举的3名参议员组成，任期8年。4年改选三分之一，后4年改选三分之二。众议院513个席位是按比例代表制选出，任期4年。

### 外交
由巴西對外關係部負責掌理，巴西在拉丁美洲的政治與經濟上佔有舉足輕重的地位，也是世界政經關係的要角。巴西的外交政策反映其為一個地域大國，並著重於保護巴西之國家利益、國家安全、意識型態和促進國家興盛。在二次大戰後至二十世紀末時，不論是民主政府或軍事政府，皆希望能夠藉由推動一個由國家領導的工業政策來提升巴西對世界的影響力。巴西現今的外交和其他南美洲國家有著緊密的連結，其致力於參與聯合國及美洲國家組織等國際組織，進行多邊外交；並時常制衡美國於拉丁美洲的政經勢力。
巴西的外交政策以該國憲法為依據，內政不干涉原則、民族自決及國際主義為巴西外交政策的準則。根據該國憲法，總統有對外政策的最高管理權，而國會負責審查外交政策。 巴西對外關係（俗稱的伊塔馬拉蒂宮）負責向總統提出建議，並處理巴西的外交事務。對外關係部的職掌涵蓋政治、商業、經濟、金融、文化之交流，但總統能主導其方向。

### 軍事
巴西軍隊包含巴西陆军、巴西海军（包括巴西海軍陸戰隊与巴西海军航空兵）与巴西空军。

## 行政区域

巴西各联邦州人口密度

巴西共分26个州和1个联邦区（巴西利亚），州下设市，为第二行政机构。
| 順序 | 州名中译                    | 简称 | 州名原文            | 首府中译          | 首府原文       | 人口 （2014） | 州面积 km² | 人口密度 /km² |
| ---- | --------------------------- | ---- | ------------------- | ----------------- | -------------- | ------------- | ---------- | ------------- |
| 1    | 阿克州                      | AC   | Acre                | 里约布兰科        | Rio Branco     | 790,101       | 152,581    | 4             |
| 2    | 阿拉戈斯州                  | AL   | Alagoas             | 马塞约            | Maceió         | 3,321,730     | 27,767     | 109           |
| 3    | 阿马帕州                    | AP   | Amapá               | 马卡帕            | Macapá         | 750,912       | 142,814    | 4             |
| 4    | 亚马孙州                    | AM   | Amazonas            | 马瑙斯            | Manaus         | 3,873,743     | 1,570,745  | 2             |
| 5    | 巴伊亚州                    | BA   | Bahia               | 萨尔瓦多          | Salvador       | 15,126,371    | 564,692    | 24            |
| 6    | 塞阿拉州                    | CE   | Ceará               | 福塔莱萨          | Fortaleza      | 8,842,791     | 148,825    | 54            |
| 7    | 圣埃斯皮里图州              | ES   | Espírito Santo      | 维多利亚          | Vitória        | 3,885,049     | 46,077     | 74            |
| 8    | 戈亚斯州                    | GO   | Goiás               | 戈亚尼亚          | Goiânia        | 6,523,222     | 340,086    | 17            |
| 9    | 马拉尼昂州                  | MA   | Maranhão            | 圣路易斯          | São Luís       | 6,850,884     | 331,983    | 18            |
| 10   | 马托格罗索州                | MT   | Mato Grosso         | 库亚巴            | Cuiabá         | 3,224,357     | 903,357    | 3             |
| 11   | 南马托格罗索州              | MS   | Mato Grosso do Sul  | 大坎普            | Campo Grande   | 2,619,657     | 357,124    | 6             |
| 12   | 米纳斯吉拉斯州              | MG   | Minas Gerais        | 贝洛奥里藏特      | Belo Horizonte | 20,734,097    | 586,528    | 33            |
| 13   | 帕拉州                      | PA   | Pará                | 貝倫              | Belém          | 8,073,924     | 1,247,689  | 6             |
| 14   | 帕拉伊巴州                  | PB   | Paraíba             | 若昂佩索阿        | João Pessoa    | 3,943,885     | 56,439     | 64            |
| 15   | 巴拉那州                    | PR   | Paraná              | 库里蒂巴          | Curitiba       | 11,081,692    | 199,314    | 51            |
| 16   | 伯南布哥州                  | PE   | Pernambuco          | 累西腓            | Recife         | 9,277,727     | 98,311     | 86            |
| 17   | 皮奥伊州                    | PI   | Piauí               | 特雷西纳          | Teresina       | 3,194,178     | 251,529    | 12            |
| 18   | 里约热内卢州                | RJ   | Rio de Janeiro      | 里约热内卢        | Rio de Janeiro | 16,461,173    | 43,696     | 352           |
| 19   | 北里奥格兰德州 （北大河州） | RN   | Rio Grande do Norte | 纳塔尔            | Natal          | 3,408,510     | 52,796     | 57            |
| 20   | 南里奥格兰德州 （南大河州） | RS   | Rio Grande do Sul   | 阿雷格港 （愉港） | Porto Alegre   | 11,207,274    | 281,748    | 38            |
| 21   | 朗多尼亚州                  | RO   | Rondônia            | 韦柳港            | Porto Velho    | 1,748,531     | 237,576    | 6             |
| 22   | 罗赖马州                    | RR   | Roraima             | 博阿维斯塔        | Boa Vista      | 496,936       | 224,298    | 2             |
| 23   | 圣卡塔琳娜州                | SC   | Santa Catarina      | 弗洛里亚诺波利斯  | Florianópolis  | 6,727,148     | 95,346     | 62            |
| 24   | 圣保罗州                    | SP   | São Paulo           | 圣保罗            | São Paulo      | 44,035,304    | 248,209    | 163           |
| 25   | 塞尔希培州                  | SE   | Sergipe             | 阿拉卡茹          | Aracaju        | 2,219,514     | 21,910     | 90            |
| 26   | 托坎廷斯州                  | TO   | Tocantins           | 帕尔马斯          | Palmas         | 1,496,880     | 277,620    | 5             |
| 27   | 联邦区                      | DF   | Distrito Federal    | 巴西利亞          | Brasília       | 2,852,372     | 5,801      | 401           |
|      | 巴西                        |      | Brasil              | 巴西利亞          | Brasília       | 202,768,56    | 8,514,876  | 21            |

## 主要都市
|    | 城市       | 州 | 人口       |    | 城市           | 州 | 人口      |
| -- | ---------- | -- | ---------- | -- | -------------- | -- | --------- |
| 1  | 圣保罗     | SP | 11,603,114 | 11 | 贝伦           | PA | 1,428,368 |
| 2  | 里约热内卢 | RJ | 6,136,652  | 12 | 瓜鲁柳斯       | SP | 1,283,253 |
| 3  | 萨尔瓦多   | BA | 2,714,119  | 13 | 戈亚尼亚       | GO | 1,220,412 |
| 4  | 福塔莱萨   | CE | 2,416,920  | 14 | 坎皮纳斯       | SP | 1,059,420 |
| 5  | 美景市     | MG | 2,399,920  | 15 | 圣路易斯       | MA | 922,458   |
| 6  | 巴西利亞   | DF | 2,383,784  | 16 | 圣贡萨洛       | RJ | 973,372   |
| 7  | 库里蒂巴   | PR | 1,788,559  | 17 | 马塞约         | AL | 922,458   |
| 8  | 马瑙斯     | AM | 1,644,690  | 18 | 卡希亚斯公爵城 | RJ | 855,010   |
| 9  | 累西腓     | PE | 1,515,052  | 19 | 新伊瓜苏       | RJ | 844,583   |
| 10 | 阿雷格港   | RS | 1,440,939  | 20 | 特雷西纳       | PI | 813,992   |

- 圣保罗州有圣保罗、瓜鲁柳斯、坎皮纳斯
- 阿雷格里港

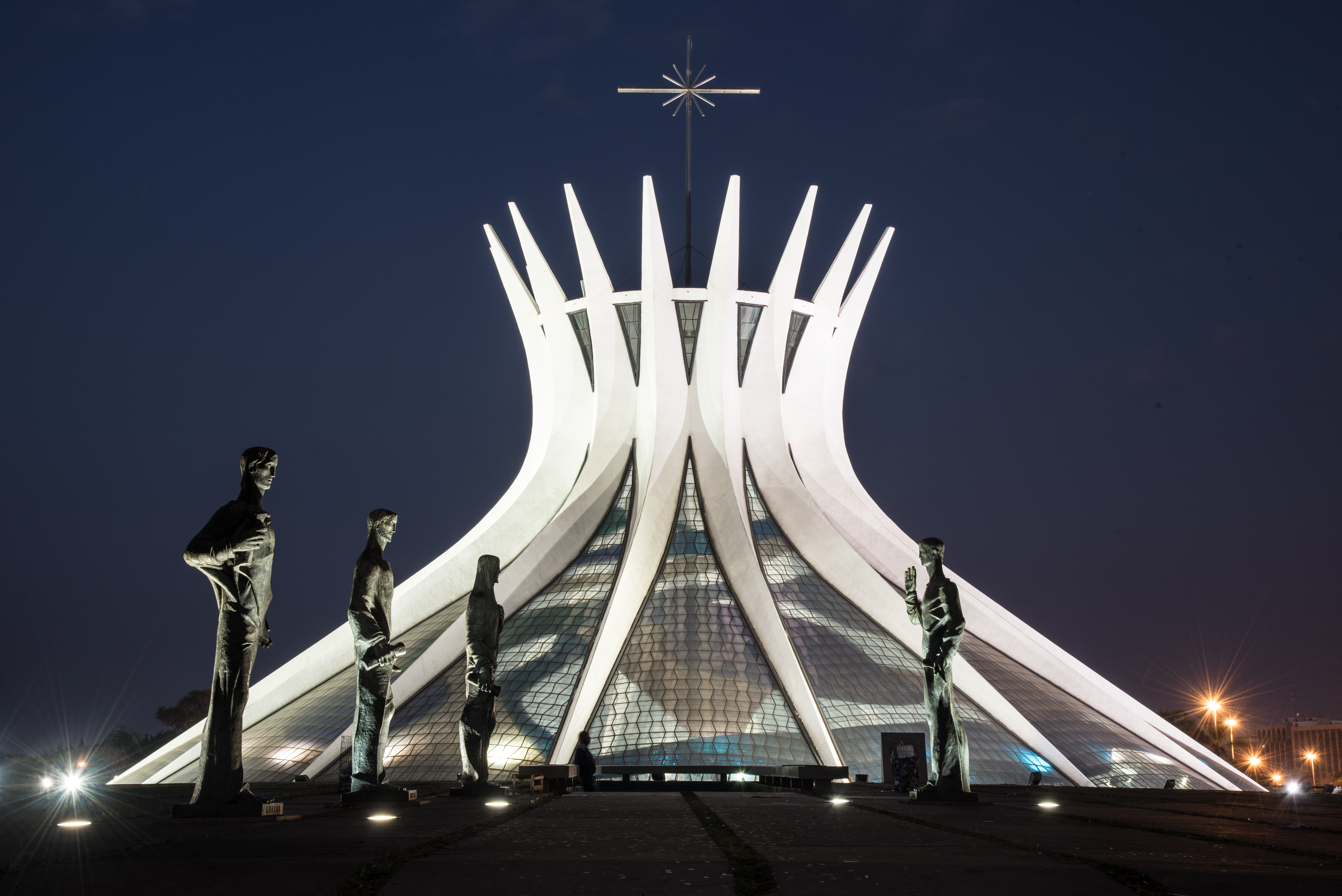
首都巴西利亚

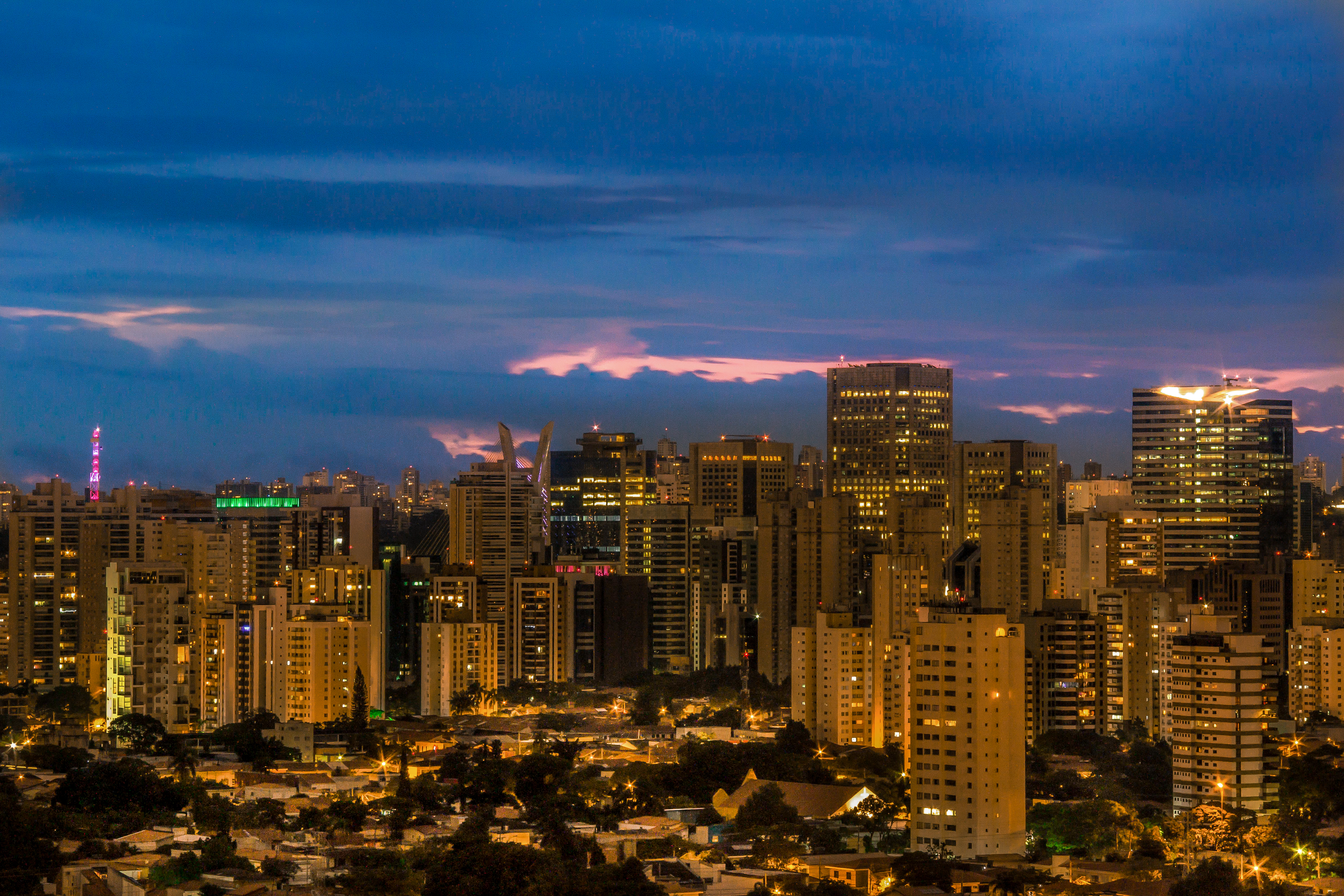
圣保罗中心商务区

- 里约热内卢州有里约热内卢、圣贡萨洛、卡希亚斯公爵城、新伊瓜苏

## 地理

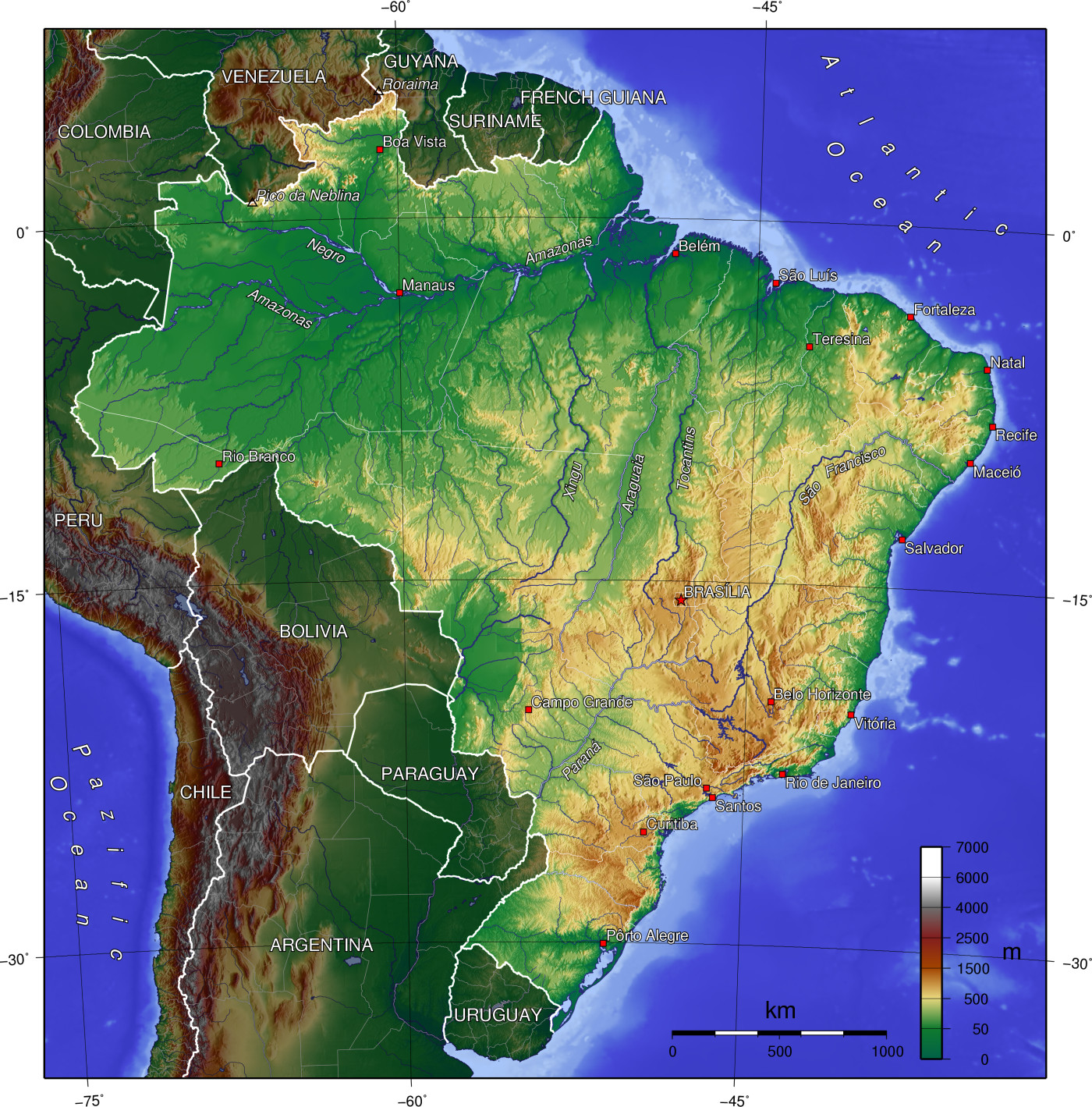
巴西地形

全境大部份为热带气候。北部是世界上面积最大的平原——亚马逊平原，大部为赤道多雨气候，降水丰沛，平原东北部略为干燥。南部为世界上第二大的高原——巴西高原，以热带草原气候为主，首都巴西利亚位于高原之上。南端纬度较高，多丘陵、平原，多为亚热带湿润气候，偶见霜雪，大部分人口居住于此，是农业基地。大西洋沿岸有数条山脉，最高海拔2,900米。北部圭亚那高原的内布利纳峰海拔3,014米，为全境最高点。
境内亚马逊河是世界上流量最大的河流。巴拉那河是南美洲第二大河，著名的伊瓜苏瀑布就位于其支流上。

## 经济

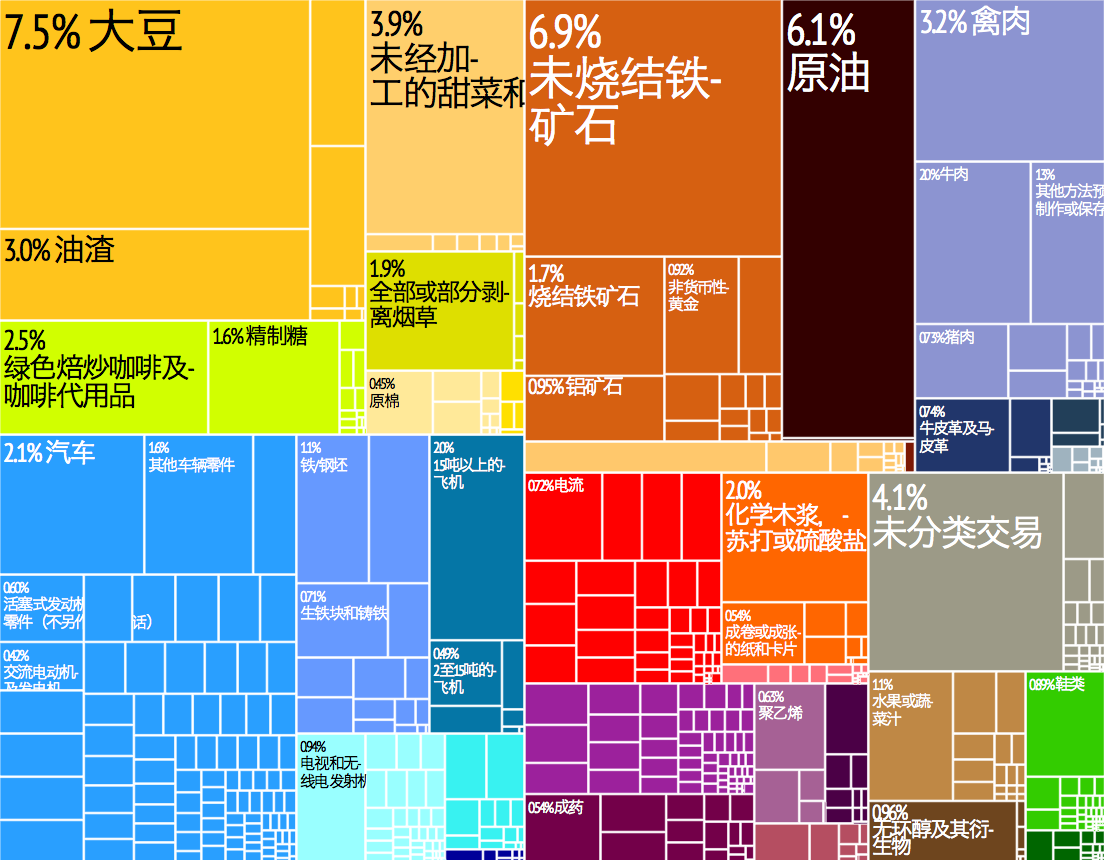
以28种颜色分类描述此国的产品出口，每种颜色盒代表一类产品

巴西农业、采掘业、制造业和服务业较为发达，劳动力充足。巴西国内生产总值（购买力平价）在拉丁美洲位居第一，对世界市场影响日益扩大。主要出口商品有：咖啡、大豆、铁矿石、橙汁、钢铁、蔗糖、飞机。
巴西的GDP年平均增長率達到5.4％，2014年人均GDP已達到12,000美元左右水準。

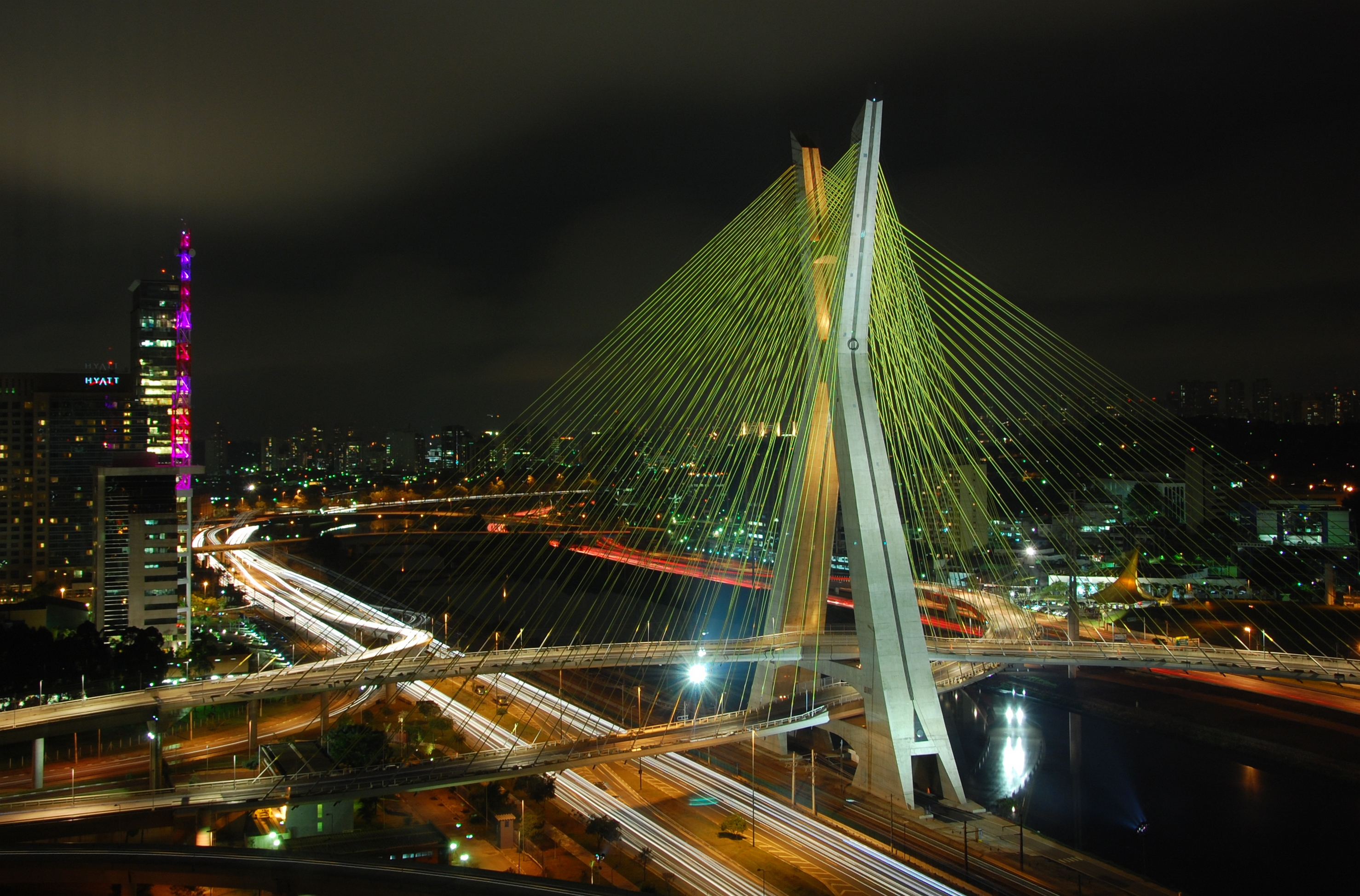
圣保罗

1998年11月，巴西从国际货币基金主导的国际援助项目获得了415亿美元的贷款，前提是调整财政政策和经济结构。1999年1月，巴西中央银行宣布雷亚尔与美元脱钩。这一贬值措施缓和了当年经济增长回落的趋势。
2001年，在主要市场增长放缓，中央银行采取高利率政策应对通货膨胀压力，投资者担心新政府的经济政策的共同作用下，巴西经济增长明显放缓，国内生产总值增长率降至2%以下。年底，贸易平衡方面的强劲表现使投资者信心增强。严重的收入分配不均仍然是巴西经济的主要问题。
自2003年1月1日总统卢拉·达·席尔瓦上任以来，外界所担忧的财政危机并没有出现。2003年经济出现了0.2%的负增长后，近年增长温和。

## 交通
由於巴西幅員廣大且地貌多變，其交通狀況按照地區的不同有很大的差異，並且缺乏一個全國性的鐵路網，由於巴西經濟快速成長，對交通的需求也日益增加。巴西政府也對交通進行投資期待解決交通問題，一些新的交通建設正在進行或者計劃。巴西現在總鐵路長度29,303公里，且在部分城市有捷運、輕軌等軌道交通系統。巴西現在有修建高速鐵路的計劃。

## 人口

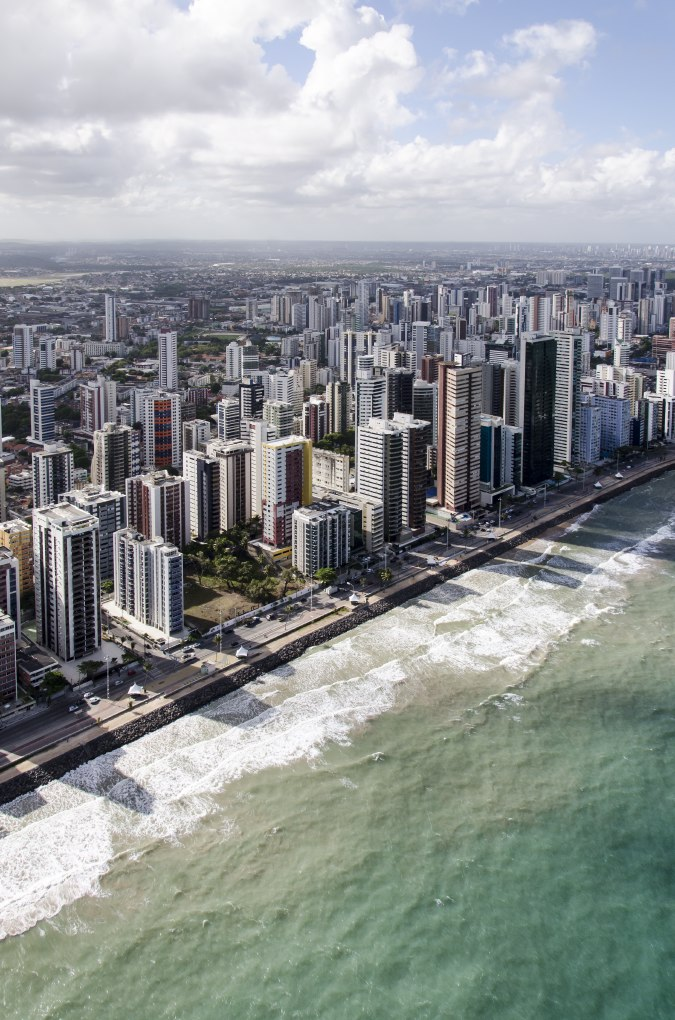
累西腓

大西洋沿岸人口稠密，內陸地區較為稀少。種族和文化差異顯著。其中，白人占47.3%，混血人口占43.1%，非洲裔黑人占7.6%，亞洲人占2.1%，美洲原住民約占0.3%，混血人口及黑人人口增長較快。南部居民多有歐洲血統，可溯源到19世紀初來自意大利、德國、波蘭、西班牙、烏克蘭和葡萄牙等國的移民。而北部和東北部的居民部分是土著，部分具有歐洲或非洲血統。
巴西擁有兩億一百萬人口（2013年），東南地區是巴西人口最多的地區，根据IBGE 2004年數據顯示該地區人口約有7,800萬以上，相當于巴西人口總數的42％。該地區擁有巴西三個人口最多的州（聖保羅4,200萬人，米納斯吉拉斯1,900萬人，里約1,500萬人）和兩個最大的城市（里約和聖保羅）。在聖保羅和里約的交界地帶形成了以聖保羅、里約為支柱的商業地帶，該地區聚集了約23％的巴西人口，成為該國人口密度最大的地區。
巴西人民主要信奉基督教，佔了75%，其中主要為天主教基督徒（約佔49%）和新教基督徒（約佔26%）。近年來，天主教基督徒呈現下降的趨勢，而新教基督徒則增長得很快。

### 民族
東南地區是巴西民族分布最廣泛的地區，該地區主要有高加索人（主要是葡萄牙後裔和意大利後裔），混血、非洲巴西混血，亞洲和印第安人的後代。
巴西民族构成复杂，是一个多民族国家。巴西原住民、葡萄牙人和非洲人混血众多。1532年，自圣维森特建立以後，葡萄牙人開始以殖民者的身份來到這塊地方。由於18世紀礦業的發展，葡萄牙的各邦領主開始紛紛來到這裡，和他們一起來的還有從非洲安哥拉和納米比亞來的奴隸，他們都屬於非洲土著人。從第一年的殖民統治開始，黑人人口占比呈上升趋势。
19世纪，亞洲和歐洲的移民化開始受到刺激，德國人開始在1818年来到這裡，1875年，意大利人；1880年西班牙人；20世紀初，日本人、敘利亞人和黎巴嫩人開始相繼來到這裡。19世紀末到20世紀初，在東南地區發生了巴西最巨大的移民潮流，意大利人和葡萄牙人成为這次移民中的主要組成部分，因為那個時候開始了奴隸解放運動，當時的種植園以及新兴的巴西工業都需要大量的勞動力。

### 外国移民
東南地區是巴西移民特徵最明顯的地區，它聚集了國內移民以及國外移民。最大的影響是從巴西東北部傳來的。近年來由亞洲中國及東南亞地方的移民有逐漸提升的趨勢。

### 种族歧视
巴西的種族歧視問題表現在社會權力架構和財富分佈上。雖然巴西的種族歧視問題不常表現於以膚色為對象的暴力事件上，但政治影響力和財富卻偏向膚色較淺的一小部份人。社會階層越高越明显。

## 文化
巴西的文化具有多重民族的特性，巴西作為一個民族大融爐，有來自歐洲、非洲、亞洲等其他地區的移民。在音樂舞蹈方面都有十分不同的表現。
不管在藝術形式或通俗特色方面，巴西音樂均引起世人注目。十九世紀具有國際聲望的作曲家安东尼奥·卡洛斯·戈麦斯是巴西人，其作品具有義大利風情，包括一齣根據阿倫卡爾的《瓜拉尼人》寫成的歌劇。二十世紀的維拉洛博斯也獲得國際盛名，作品主要以本土主題和樂器為基礎。對巴西民間藝術重新燃起的興趣，是與一九二○年代現代主義運動同時發生的，在音樂方面為詩人小說家馬裡奧·安德拉德所提倡。巴西最重要的藝術博物館為聖保羅藝術博物館。
巴西普遍的音樂舞蹈時尚（如：森巴音樂和森巴舞）多來自民間，主要受非裔所影響深遠。也是由未接受正式音樂訓練的人演奏。每年二月嘉年華會時蜂擁而出的新歌曲，有許多題材是當時的社會環境或是週遭發生的事情，透過個人演出表現多姿多采的嘉年華會，發展旅遊業和展現巴西的多元文化。
| 日期               | 中文名         | 葡文名                               | 備註     |
| ------------------ | -------------- | ------------------------------------ | -------- |
| 1月1日             | 元旦日         | Confraternização Universal, Ano Novo |          |
| 二月多但日期不定   | 嘉年華會       | Carnaval                             |          |
| 日期不定           | 耶穌受難日     | Paixão de Cristo                     |          |
| 受難日（含）後三天 | 復活節         | Páscoa                               |          |
| 4月21日            | 獨立英雄紀念日 | Tiradentes                           |          |
| 5月1日             | 勞動節         | Dia do Trabalho                      |          |
| 日期不定           | 基督聖體節     | Corpus Christi                       |          |
| 9月7日             | 國慶日         | Dia da Independência                 | 紀念獨立 |
| 10月12日           | 聖母顯靈日     | Nossa Senhora Aparecida              |          |
| 11月2日            | 亡靈日         | Finados                              |          |
| 11月15日           | 共和國成立日   | Proclamação da República             |          |
| 12月25日           | 聖誕節         | Natal                                |          |

### 飲食
巴西飲食受到了歐洲、非洲和美洲原住民的影響。巴西各個地區的飲食風格都有很大不同。眾多移民帶入了自己國家的飲食。例如歐洲移民以小麥為主食，並且將酒、蔬菜和乳製品帶入巴西。日本移民則將亞洲飲食帶入巴西。

### 世界遺產
巴西於1977年9月1日批准了《保护世界文化和自然遗产公约》。截至2023年，巴西共有23處世界遺產，其中包括15處文化遺產和7處自然遺產（其中1項與阿根廷共有），1項雙重遺產。除此之外，巴西共有23处文化遗迹被列入《世界遗产预备名单》。

## 教育

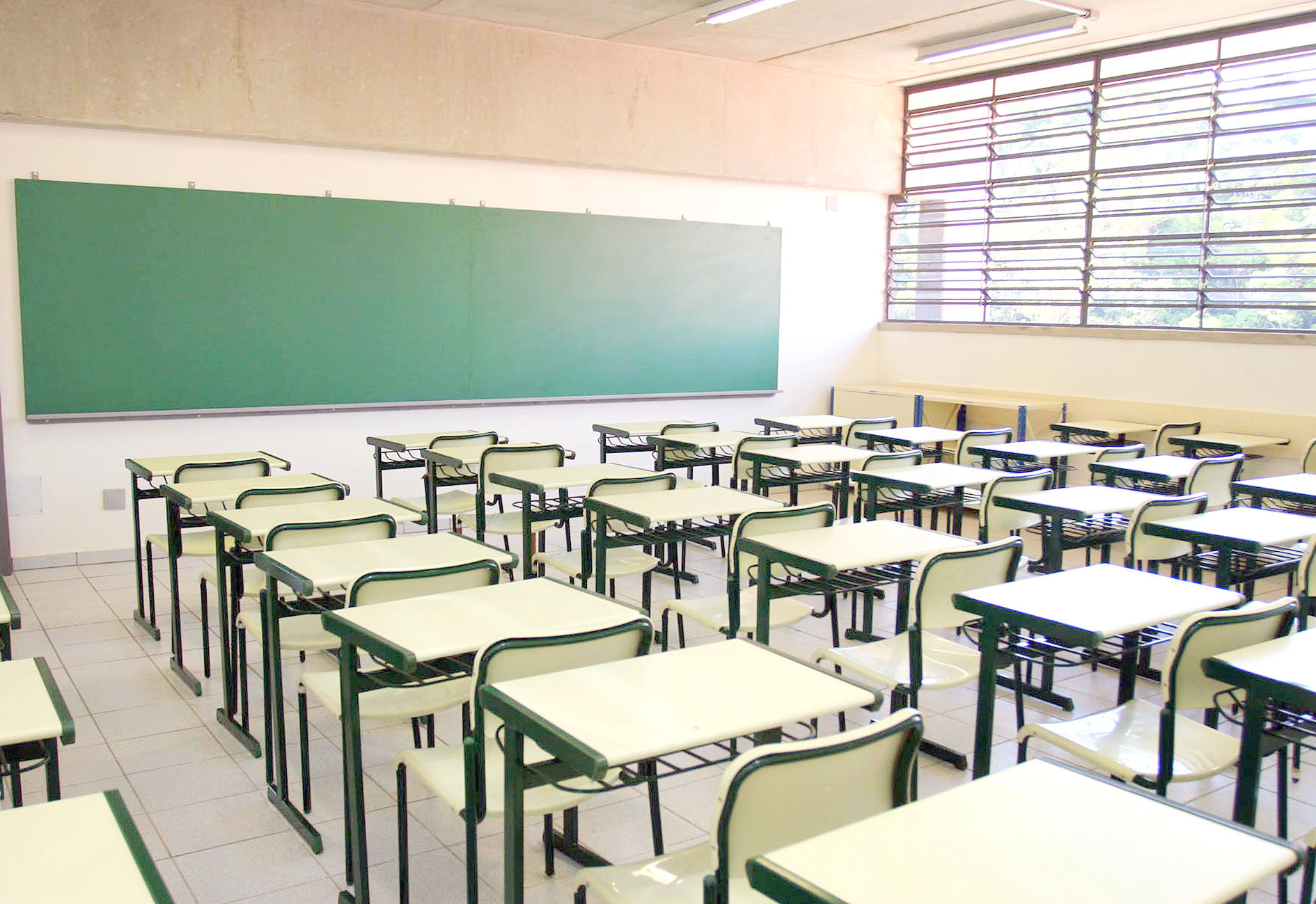
教室

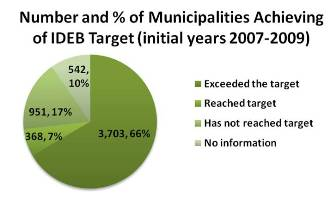
巴西基礎教育發展指數

巴西的教育目前是初級基礎教育9年，中學3年，大學4年。有些科目或學院的不同，有可能是5～7年，如醫科。一般幼兒以及小學教育是由地方政府負責籌辦管理，中等教育由州政府管理，高等教育由聯邦政府管理。每個階段都有許多私校並存。
現階段的中學學生在升大學時都需要經過大學學測由教育部頒令，用來測試學生學習水平以及學習品質。
根據聯合國教科文組織公布的「2006年度全球教育推廣調查報告」指出，巴西在教育質量的排名中，居一百二十一個國家中的第七十一位。據調查顯示，儘管巴西已讓大多數兒童上學唸書，並達到波蘭和匈牙利的水平。但是在教育質量和成年人掃盲教育方面很有待加強。
專家表示，巴西教育質量偏低的原因是，學生在校學習的時間不夠，能夠堅持學到五年級的學生比例也很低。在聯合國看來，學生們在學校的時間應該每天達到四小時二十五分到五小時之間，但巴西學生待在學校的平均時間是四小時十五分，很多州立學校學生的在校時間更只有四小時。
此外，巴西學生的留級率也很高，尤其是男生，情況更嚴重，女生為百分之十八，男生則達百分之二十五，是拉丁美洲學生留級率最高的國家。
巴西目前有文盲一千六百萬人。
聯合國教科文組織的這項調查報告，是參考每個國家的教育發展指數進行排名，包括識字、小學註冊人數、教育品質和學校男女學生比例平等幾項。去年，巴西排名第七十二位。

## 體育

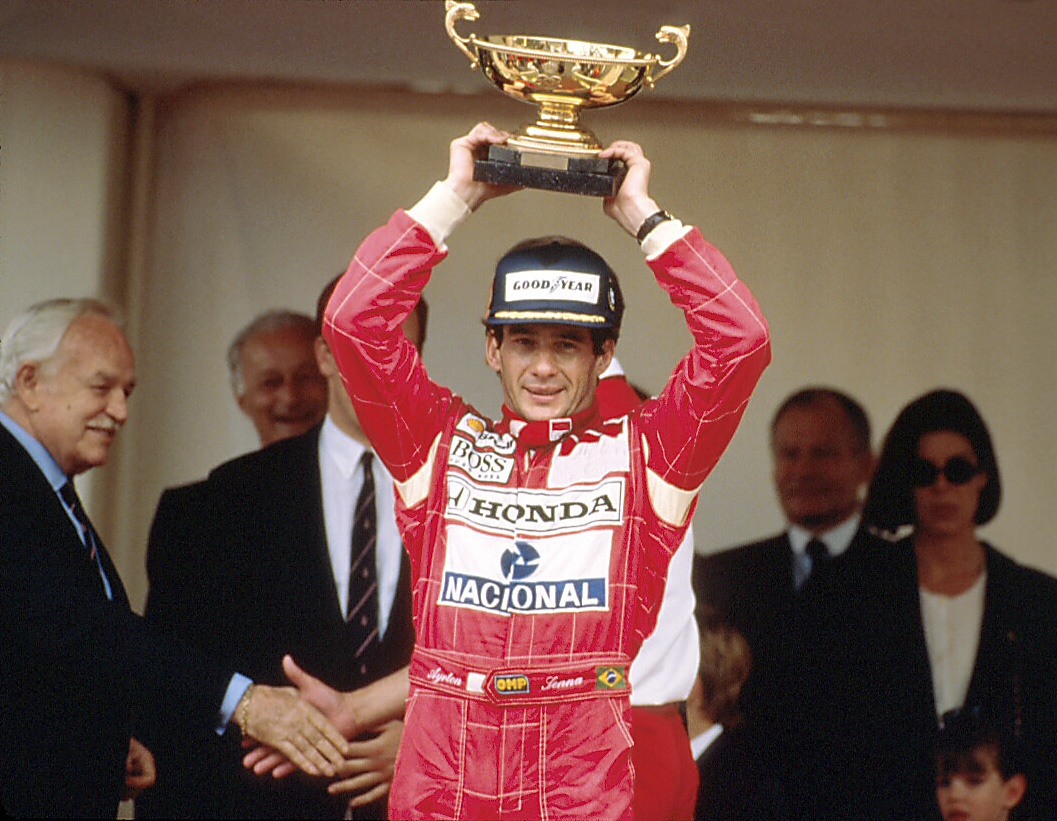
艾爾頓·冼拿

眾所周知，巴西最流行的體育運動是足球，據1999年的統計數字，巴西大概有近2萬多支足球隊。另外，巴西國家足球隊是唯一一支由1930年至2022年的世界盃足球賽從未缺席過一屆的球隊，也是唯一一支曾五次奪取世界盃冠軍的球隊（1958年、1962年、1970年、1994年和2002年）。此外，巴西隊和巴西球員也包揽了很多世界盃足球賽紀錄，可說是完完全全的「足球王國」。
巴西的女子體操雖然遠遠不如美國、中國大陸、俄羅斯、羅馬尼亞，但是成績也是還可以，或多或少都有選手可以進入世界體操錦標賽一、兩個項目的決賽。2003年的世界體操錦標賽，巴西體操運動員 Daiane dos Santos 取得自由體操－金牌（第一名）。
巴西成功获选成為2014年世界盃足球賽主辦國家，第二度舉辦世界盃。
巴西城市里約熱內盧成功获选2016年夏季奥林匹克运动会举办城市，成为南美洲首个，南半球第二个国家，以及南半球第三个举办奥运会的城市。
巴西在大型国际综合运动会的成绩：
- 夏季奥运会：23金 30银 55铜 108枚獎牌（美洲第4，世界第35）
- 夏季大运会：26金 33银 78铜 137枚獎牌（美洲第4，世界第20）
- 世界运动会：5金 8银 8铜 21枚獎牌（美洲第4，世界前35）
- 夏季青奥会：2金 3银 1铜 6枚獎牌（美洲第4，世界第21）
- 世界武博運動會：1银 1铜 2枚獎牌（美洲第4，世界第48）

承辦2014年国际足联世界杯。由於巴西社會的生存矛盾。近幾年，巴西民眾開始抵制世界盃的承辦，他們認為世界盃耗去大部分社會資源，而忽視民眾的社保，健康，環境等投入。臨近世界盃，巴西境內卻是遊行不斷，政治社會風暴籠罩世界盃'環中' （页面存档备份，存于），巴西總統表示將不參加世界盃開幕式。不過，由於巴西在足球上的特別地位，巴西世界盃仍被寄予很高期望。

## 其它主题
- 金磚四國
- 巴西音乐
- 巴西模特兒
- 巴西足球运动
- 巴西國家足球隊
- 巴西政府
- 巴西军事
- 巴西外交

## 延伸阅读
[在维基数据编辑]
 《清史稿/卷160》，出自趙爾巽《清史稿》

### 引用
1. ↑  Exército Brasileiro. .   [2014-01-29]. （原始内容存档于2014-02-22） （葡萄牙语）.
2. ↑  . Brazilian Government.   [2011-10-08]. （原始内容存档于2011-11-17）.
3. ↑  Libras, Brazilian Portuguese sign language, is officially recognized as a legal means of communication in . Brazilian Government.   [2015-07-23]. （原始内容存档于2010-09-10）.
4. ↑   (PDF).   [2012-04-07]. （原始内容存档 (PDF)于2012-02-17）.
5. ↑  . United States Department of State.   [12 March 2024]. （原始内容存档于12 March 2024）.
6. ↑  "Brazil" （页面存档备份，存于）. IBGE population estimates.
7. 1 2 3 4  . World Economic Outlook Database. International Monetary Fund (IMF). April 2023  [2023-04-24]. （原始内容存档于2023-04-29）.
8. ↑  Country Comparison to the World: Gini Index – Brazil （页面存档备份，存于） The World Factbook. Retrieved on 3 April 2012.
9. ↑   (PDF). UNITED NATIONS DEVELOPMENT PROGRAMME.   [2019-12-22]. （原始内容 (PDF)存档于2020-01-18）.
10. ↑  1928年起 Legislação Informatizada - Decreto nº 18.323, de 24 de Julho de 1928 - Publicação Original （页面存档备份，存于）
11. ↑  CNRTL （页面存档备份，存于） – Centre National de Ressources Textuelles et Lexicales （法文）
12. ↑  Michaelis （页面存档备份，存于） – Moderno Dicionário da Língua Portuguesa （葡萄牙文）
13. ↑  iDicionário Aulete 的存檔，存档日期2012-02-29. （葡萄牙文）
14. ↑  （葡萄牙文） Eduardo Bueno, Brasil: uma História（São Paulo: Ática, 2003; ISBN 85-08-08213-4）,p.36.
15. ↑  .   [2006-10-30]. （原始内容存档于2011-02-08）.
16. ↑  . 許多視頻.   [2022-08-08]. （原始内容存档于2022-09-29）.
17. ↑  Logistics in Brazil - DHL Logistik Archive.today的存檔，存档日期2012-07-24
18. 1 2   (PDF).   [2012-09-22]. （原始内容 (PDF)存档于2012-09-22）.
19. ↑  Home page | The world's leading construction web site[永久]
20. ↑  In Tokyo Rio governor assures high speed rail 的存檔，存档日期2010-10-12. Rio 2016. Retrieved on 2009-06-21.
21. ↑  .   [2012-02-12]. （原始内容存档于2016-01-13）.
22. ↑  .   [2012-02-12]. （原始内容存档于2011-06-07）.
23. ↑  .   [2012-02-12]. （原始内容存档于2013-01-16）.
24. ↑  .   [2008-06-02]. （原始内容存档于2017-09-16）.
25. ↑  Brittin, Helen. . Boston: Prentice Hall. 2011: 20–21.
26. ↑  . . MSN.   [2008-06-08]. （原始内容存档于2009-10-31）.
27. ↑  Burns, E. Bradford. . New York: Columbia University Press. 1993: 38. ISBN 0231079559.
28. ↑  （葡萄牙文） One century of Japanese immigration to Brazil – News –Japanese immigrants helped a 'revolution' in Brazilian agriculture （页面存档备份，存于）
29. ↑  . UNESCO.   [28 September 2017]. （原始内容存档于2023-04-04）.
30. ↑  . UNESCO.   [28 September 2017]. （原始内容存档于2023-03-06）.